# Markéta Lotrinská (1463–1521)
Markéta Lotrinská (1463, hrad ve Vaudémont, Lotrinsko — 2. listopad 1521, Argentan, Normandie) byla vévodkyní z Alençonu, a jeptiškou řádu klarisek. V roce 1921 byla blahořečena.

## Manželství a potomci
Markéta byla nejmladší dcerou Fridricha II. z Vaudémontu a Jolandy Lotrinské. Když jí bylo sedm let, přišla o otce, a vyrůstala u svého dědečka Reného z Anjou v Aix-en-Provence. Ten v roce 1480 zemřel a Markéta byla poslána zpět do Lotrinska ke svému bratrovi, Renému II. Bratr ji zasnoubil s Reném z Alençonu, za kterého se 14. května 1488 v Toulu provdala.
Markéta a René spolu měli tři děti:
1. Karel IV. z Alençonu (1489–1525)
2. Františka z Alençonu (1490–1550)
⚭ 1505 František II. Longuevillský
⚭ 1513 Karel IV. Bourbonský (1489–1537)
3. Anna z Alençonu (1492–1562) ⚭ 1508 markýz Vilém IX. z Montferratu (1486–1518)

## Vdovství
V roce 1492 ovdověla a sama se věnovala správě vévodství a výchově svých dětí. Když už neměla žádné povinnosti, uchýlila se Mortagne, kláštera, kde ženy následovaly pravidla Svaté Alžběty. Později, když některé z těchto jeptišek přivedla do Argentanu, založila tam se souhlasem papeže další klášter, Svaté Kláry.
Ona sama tam 11. října 1520 složila sliby. Poté, co po dobu jednoho roku vedla prostý život, dne 2. listopadu 1521 zemřela ve své skromné cele. Její tělo bylo uchováno v klášteře klarisek, a když byl tento klášter zrušen, bylo převezeno do kostela Saint Germain d'Argentan. V roce 1793, během Velké francouzské revoluce bylo její tělo zneuctěno a vhozeno do společného pohřebiště.
Paměti Markéty Lotrinské jsou zachovány v "Martyrologium Franciscanum" a v "Martyrologium gallicanum".